# アミル・レザ・ハデム

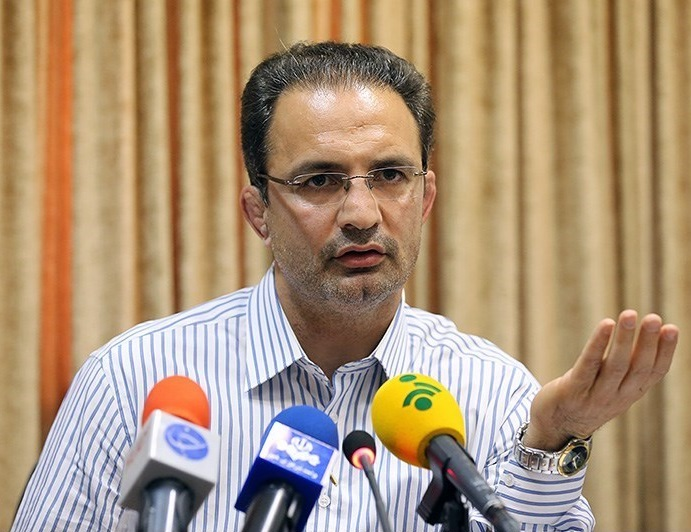
アミル・レザ・ハデム

アミール＝レザー・ハーデム・アズガディー (ペルシア語: امیررضا خادم ازغدی、ラテン表記:Amir Reza Khadem、1970年2月10日 - ) は、イランのレスリング選手。世界選手権優勝者。バルセロナオリンピックレスリングフリースタイル74キロ級、またはアトランタオリンピックレスリングフリースタイル82キロ級で銅メダルを獲得した。2004年から2008年までイランの議会のメンバーであった。ラスール・ハデムの兄である。マシュハド出身。

## 実績
- オリンピック
  - 1992年 バルセロナ　銅メダル
  - 1996年 アトランタ　銅メダル
- 世界選手権
  - 優勝　1991年
  - 3位　1990年
- アジア競技大会
  - 優勝　1994年
- アジア選手権
  - 優勝　1992年
  - 優勝　1993年
  - 2位　1991年